# Luis Miguel
Luis Miguel Gallego Basteri , känd professionellt som Luis Miguel, född 19 april 1970 i San Juan, Puerto Rico, är en mexikansk sångare. Han är en ikon i Latinamerika, och kallas ofta "El Sol de México" (Mexikos sol) eller "El Sol".

## Diskografi
- 1982:  Un Sol
- 1982:  Directo Al Corazón
- 1983:  Decídete
- 1984:  Ya Nunca Más
- 1984:  Palabra De Honor
- 1984:  en:Meu Sonho Perdido
- 1985:  Fiebre de amor
- 1986:  Canta in italiano
- 1986:  Tambien es Rock
- 1987:  Soy Como Quiero Ser
- 1988:  Busca Una Mujer
- 1990:  20 Años
- 1991:  Romance
- 1992:  América & En Vivo
- 1993:  Aries
- 1994:  Segundo Romance
- 1995:  El Concierto
- 1996:  Nada Es Igual
- 1997:  Romances
- 1998:  Todos Los Romances
- 1999:  Amarte Es Un Placer
- 2000:  Vivo
- 2001:  Mis Romances
- 2002:  Mis Boleros Favoritos
- 2003:  33
- 2004:  Mexico En La Piel
- 2005:  Mexico En La Piel: Edición Diamante
- 2005:  Grandes Éxitos
- 2006:  Navidades
- 2008:  Cómplices
- 2009:  Cómplices: Edición Especial
- 2009:  No Culpes a La Noche
- 2010:  Luis Miguel
- 2017:  ¡México por siempre!

### Videografi
- 1989:  Un Año De Conciertos
- 1991:  Luis Miguel: 20 Años
- 1992:  Romance: En Vivo
- 1995:  El Concierto
- 1996:  Los Videos
- 2000:  Vivo
- 2001:  Romances (DVD Audio)
- 2002:  Mis Boleros Favoritos
- 2005:  Mexico En La Piel: Edición Diamante
- 2005:  Grandes Exitos Videos